# Byasa adamsoni
Byasa adamsoni es una especie de mariposas de la familia de los papiliónidos. Se encuentra en Burma, Tailandia, Laos, Camboya y Vietnam. Fue nombrada en honor del capitán Adamson, coleccionista de insectos.